# Weinmannia
Weinmannia là một chi thực vật có hoa thuộc họ Cunoniaceae. 
Ngoại trừ các loài ở New Zealand và Chile, loài thuộc chi này thường thích hợp với khí hậu nhiệt đới. 
Một số tác giả nhập chi này vào với Cunonia.

## Loài
- Weinmannia affinis
- Weinmannia aggregata (Madagascar)
- Weinmannia apurimacensis
- Weinmannia boliviana (Bolivia)
- Weinmannia corocoroensis (Venezuela)
- Weinmannia costulata
- Weinmannia descendens
- Weinmannia dichotoma (New Caledonia)
- Weinmannia exigua
- Weinmannia fagaroides (Bolivia)
- Weinmannia ilutepuiensis (Venezuela)
- Weinmannia jelskii
- Weinmannia loxensis
- Weinmannia magnifica (Madagascar)
- Weinmannia ouaiemensis
- Weinmannia pinnata
- Weinmannia portlandiana
- Weinmannia racemosa (New Zealand)
- Weinmannia raiateensis
- Weinmannia rapensis
- Weinmannia richii
- Weinmannia rollottii (Andes)
- Weinmannia silvicola (New Zealand)
- Weinmannia spiraeoides
- Weinmannia stenocarpa
- Weinmannia tinctoria (quần đảo Mascarene)
- Weinmannia tormentosa (Colombia)
- Weinmannia trichosperma (Argentina-Chile)
- Weinmannia ueli
- Weinmannia venusta
- Weinmannia vitiensis

## Hình ảnh

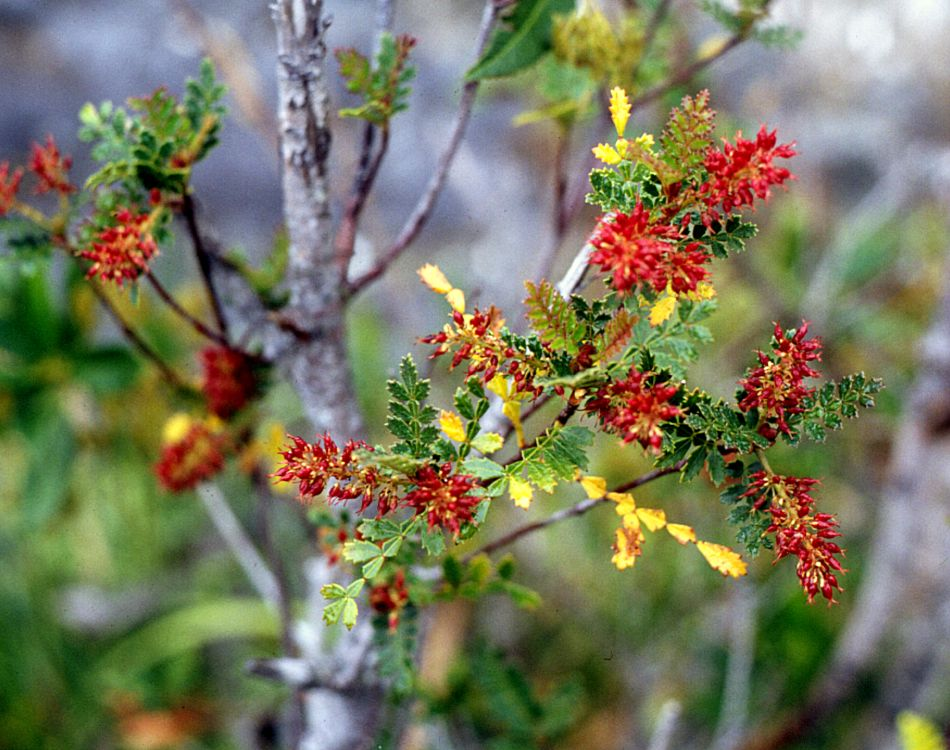
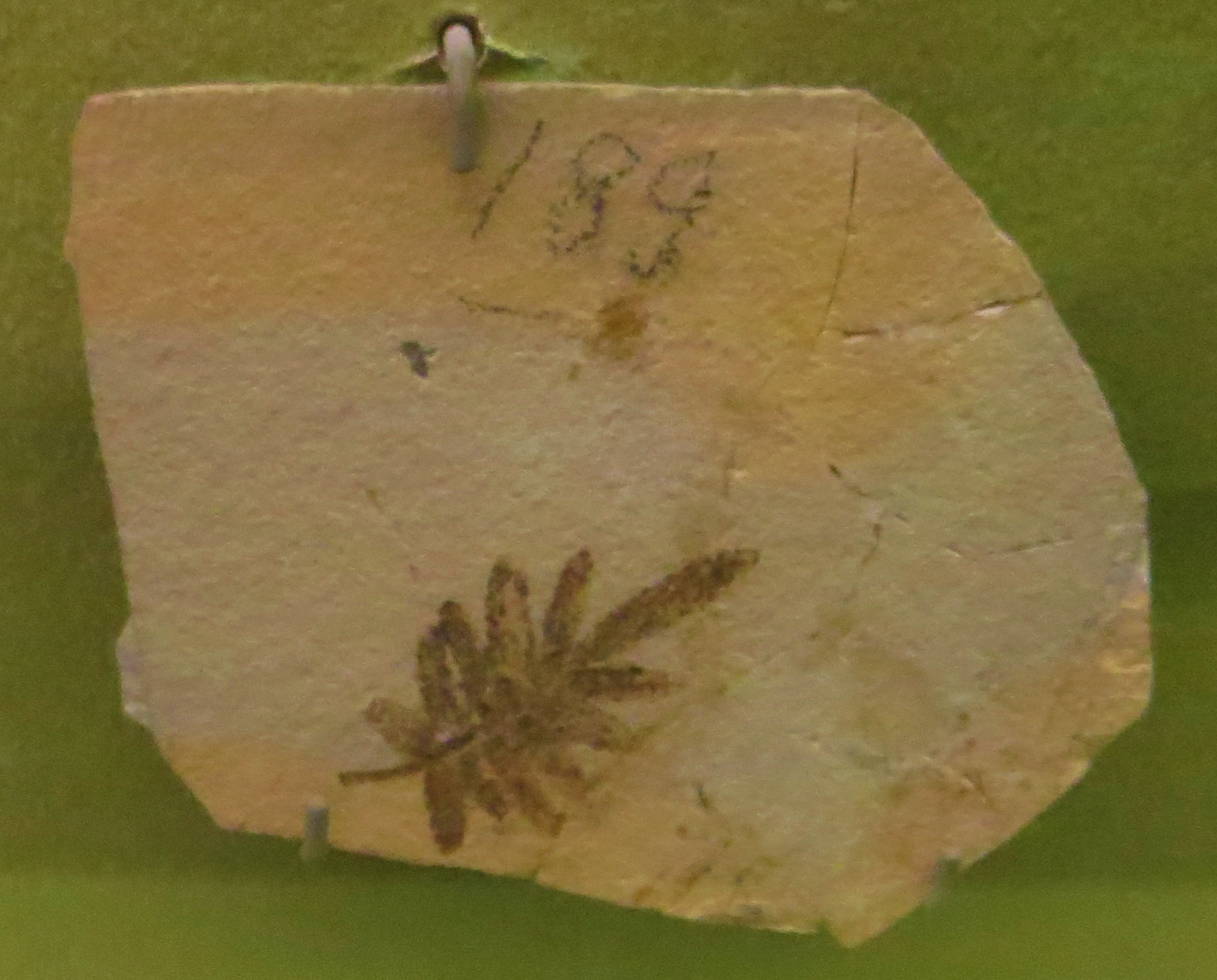
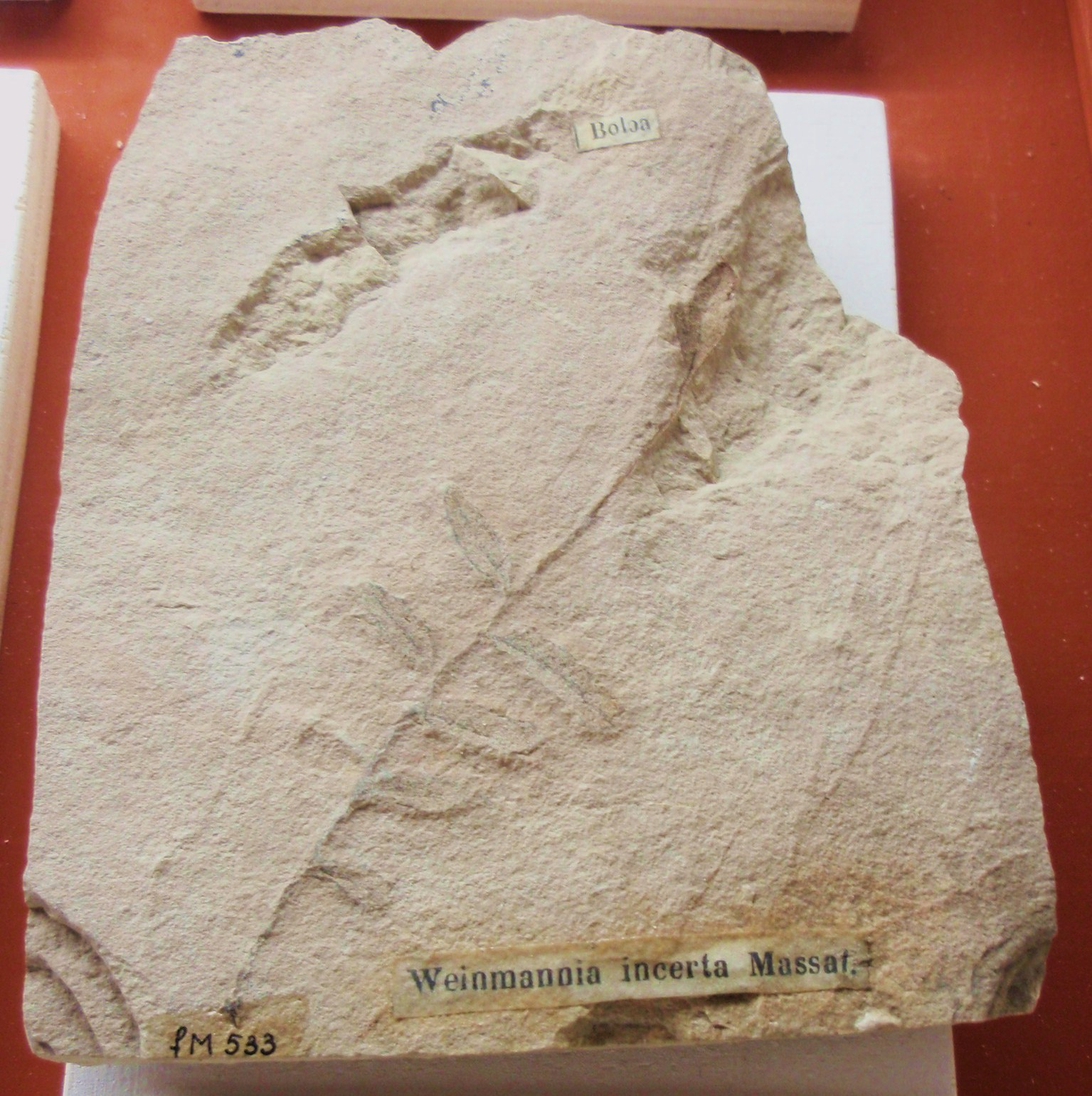
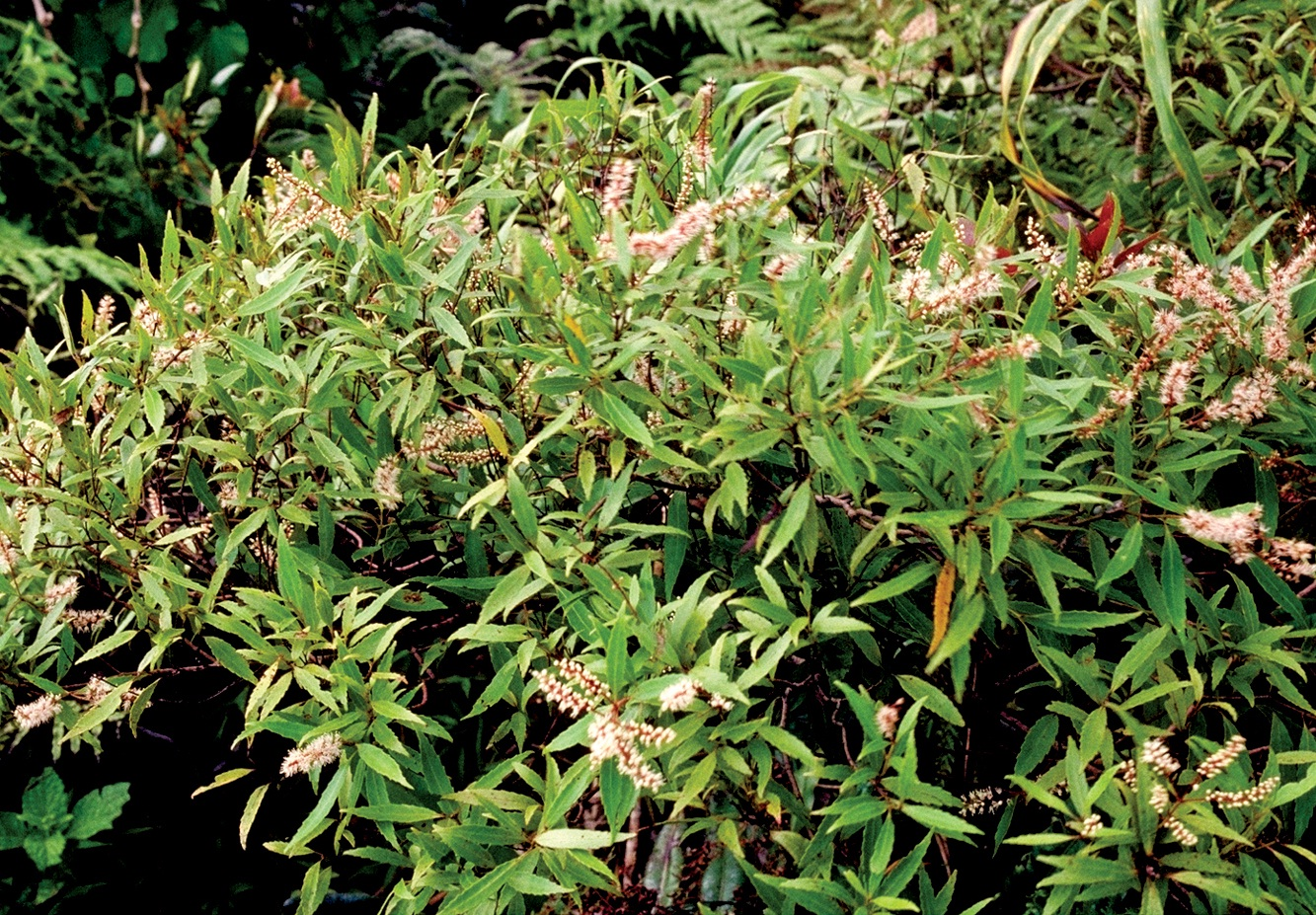